# Стара Мурава
Стара Мура́ва (рос. Старая Мурава) — село у складі Нижньоломовського району Пензенської області, Росія.
Населення — 63 особи (2010; 107 у 2002).
Національний склад станом на 2002 рік:
- росіяни — 95 %